# Direito do consumidor

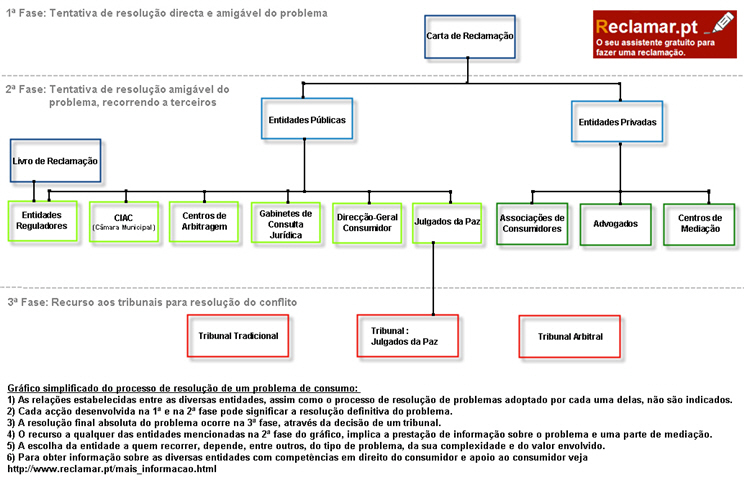
Direito do consumidor.

O Direito do Consumidor é o ramo do direito que lida com as relações jurídicas entre fornecedores de bens e serviços e seus consumidores.
Ou seja, o direito do consumidor é a soma de regras e princípios jurídicos que envolvem todas as relações de consumo, isto é, as relações entre o consumidor e o fornecedor de produtos e/ou de serviços.
Tem por objetivo assegurar que os consumidores obtenham acesso a informações quanto a origem e qualidade dos produtos e serviços; assegurar proteção contra fraudes no mercado de consumo; garantir transparência a segurança para os usuários dos bens e serviços e harmonizar as relações consumo por meio da intervenção jurisdicional.
O direito do consumidor assegura que o consumidor possa recorrer ao judiciário para a prevenção e reparação de danos patrimoniais decorrentes na falha no fornecimento de bens e prestação de serviços para o consumidor final.

## História
Direito do consumidor é um ramo relativamente novo do direito, principalmente no direito brasileiro. Somente a partir dos anos 1950, após a Segunda Guerra Mundial, quando surge a sociedade de massa com contratos e produtos padronizados, é que se iniciou uma construção mais sólida no sentido de harmonizar as relações de consumo. Os consumidores passaram a ganhar proteção contra os abusos sofridos, tornando-se uma preocupação social, principalmente nos países da América e da Europa Ocidental que se destacaram por serem pioneiros na criação de Órgãos de defesa do consumidor.
Existem, no entanto, evidências implícitas da existência de regras entre consumidores e fornecedores de serviços e produtos em diversos códigos, constituições e tratados bem antes da criação do Direito do consumidor. Já no antigo código de Hamurabi havia certas regras que, ainda que indiretamente, visavam proteger o consumidor. Assim, por exemplo, a Lei No 233 rezava que o arquiteto que viesse a construir uma casa cujas paredes se revelassem deficientes teria a obrigação de reconstruí-las ou consolida-las as suas próprias expensas. As consequências para desabamentos com vitimas fatais eram ainda mais severas; o empreiteiro , além de ser obrigado a reparar totalmente os danos causados ao dono da moradia, poderia ser condenado à morte se o acidente vitimasse o chefe de família. No caso de falecimento do filho do empreendedor da obra, a pena de morte se aplicaria a algum parente do responsável técnico pela obra, e assim por diante.
Na Índia, no século XIII a.C., o sagrado código de Manu previa multa e punição, além de ressarcimento dos danos àqueles que adulterassem gêneros (Lei No 702) ou entregassem coisa de espécie inferior àquela acertada, ou vendessem bens de igual natureza por preços diferentes (Lei No 703).
Não se falava em direito do consumidor no período histórico de Aristóteles, pois apenas a satisfação das necessidades do homem que estavam relacionadas ao consumo. Apesar da consumação ter feito parte do processo biológico vital do homem, os fornecedores de produtos eram igualados a um Deus, um vez que seriam capazes de modificar o reino da natureza e criar bens duráveis por meio da arte. Contemporaneamente existe o Direito do Consumidor, cujo objetivo é adaptar e melhorar o direito das obrigações entre as pessoas, de forma a buscar e restabelecer o equilíbrio das partes abaladas pelo poder do mercado fornecedor, muitas vezes fruto da constituição de monopólios e oligopólios, ou até mesmo pela displicência no tratamento dado às pessoas, constituindo um verdadeiro rolo compressor sobre as queixas e os direitos dos consumidores.
Como direito novo, o Direito do Consumidor busca inspiração no Direito Civil, Comercial, Penal, Processual, Financeiro e Administrativo, para de uma forma coerente atingir seus objetivos sem ofender os demais princípios e regras existentes. Dessa união de sistemas e legislações surgiu em 1990 o Código de Defesa do Consumidor, Lei No 8078/90, que foi criado para regulamentar as relações de consumo, entendidas essas como sendo o vinculo estabelecido entre fornecedor e consumidor, ligados por um objeto que será necessariamente, um serviço ou um produto. Esses três requisitos devem vir obrigatoriamente, coexistirem, sob pena de não se aplicar o Código de Defesa do Consumidor e, sim, o direito comum. Em Portugal, a principal lei em defesa do consumidor é a Lei nº 24/96, de 31 de julho de 1996. Na Argentina, a lei mais importante é a Lei 24.240, de 22 de setembro de 1990, atualizada pela Lei 26.361, de 12 de março de 2008.

## No Brasil
No Brasil, o Código de Defesa do Consumidor, estabelece normas de proteção e defesa do consumidor.
São direitos básicos do consumidor estabelecidos pelo artigo 6º da lei nº 8.078, de 11 de setembro de 1990:
1. a proteção da vida, saúde e segurança contra os riscos provocados por práticas no fornecimento de produtos e serviços considerados perigosos ou nocivos;
2. a educação e divulgação sobre o consumo adequado dos produtos e serviços, asseguradas a liberdade de escolha e a igualdade nas contratações;
3. a informação adequada e clara sobre os diferentes produtos e serviços, com especificação correta de quantidade, características, composição, qualidade e preço, bem como sobre os riscos que apresentem;
4. a proteção contra a publicidade enganosa e abusiva, métodos comerciais coercitivos ou desleais, bem como contra práticas e cláusulas abusivas ou impostas no fornecimento de produtos e serviços;
5. a modificação das cláusulas contratuais que estabeleçam prestações desproporcionais ou sua revisão em razão de fatos supervenientes que as tornem excessivamente onerosas;
6. a efetiva prevenção e reparação de danos patrimoniais e morais, individuais, coletivos e difusos;
7. o acesso aos órgãos judiciários e administrativos com vistas à prevenção ou reparação de danos patrimoniais e morais, individuais, coletivos ou difusos, assegurada a proteção Jurídica, administrativa e técnica aos necessitados;
8. a facilitação da defesa de seus direitos, inclusive com a inversão do ônus da prova, a seu favor, no processo civil, quando, a critério do juiz, for verossímil a alegação ou quando for ele hipossuficiente, segundo as regras ordinárias de experiências;
9. (Vetado);
10. a adequada e eficaz prestação dos serviços públicos em geral.

Segundo o Art. 7° da mesma lei, os direitos previstos neste código não excluem outros decorrentes de tratados ou convenções internacionais de que o Brasil seja signatário, da legislação interna ordinária, de regulamentos expedidos pelas autoridades administrativas competentes, bem como dos que derivem dos princípios gerais do direito, analogia, costumes e equidade. Estabelece ainda esse artigo que tendo mais de um autor a ofensa, todos responderão solidariamente pela reparação dos danos previstos nas normas de consumo.

## Garantia, vícios e fatos dos produtos e serviços
O consumidor é protegido contra vícios e fatos de consumo (arts. 12, 14, 18 e 20), ou seja, contra produtos e ou serviços que não funcionam como deveriam ou provocam dano ao consumidor ou a outrem quando de sua utilização.
A garantia contratual, prevista no art. 50 do CDC, é complementar à legal, mas não se soma automaticamente a ela em dias corridos. Desta forma, a pessoa consumidora tem direito ao maior prazo entre a garantia legal (30 dias para bens não duráveis e 90 dias para bens duráveis) e a garantia contratual oferecida pelo fornecedor, prevalecendo sempre o que for mais favorável.
Para exercer o direito de reclamar por vícios de produtos e serviços o consumidor deverá fazê-lo:
1. Em até trinta dias para bens não duráveis;
2. Em até noventa dias para bens duráveis;

O prazo de reclamação por vícios ocultos inicia quando o vício torna-se visível.
Para exercer o direito contra danos, ou seja, pelo fato do produto ou serviço, o consumidor tem cinco anos de prazo
O Consumidor também pode fazer reclamações com base na garantia dada pelo fornecedor do produto ou serviço.
Recomenda-se que toda insatisfação na relação de consumo seja resolvida diretamente entre as partes (no caso, fornecedor e consumidor); caso não seja possível se chegar a um acordo, existem órgãos administrativos (PROCON's estaduais e federais, associações de defesa) para o registro da reclamação.

## Defesa do Consumidor
A defesa do consumidor é a atividade de proteção do consumidor através da divulgação de informação sobre a qualidade dos bens e serviços e através do exercício de pressão sobre as entidades públicas com o objetivo de defender os direitos dos consumidores.
Em 2021, objetivando fortalecer ainda mais a defesa dos consumidores, o ministro do STJ Humberto Martins, reconheceu a imprescindível atuação dos advogados que atuam na defesa dos direitos dos consumidores e reforçou que o acesso à Justiça deve ser pleno para todos.
A defesa do consumidor não se baseia apenas na punição dos que praticam ilícitos e violam os direitos do consumidor, como também na conscientização dos consumidores de seus direitos e deveres e conscientizar os fabricantes, fornecedores e prestadores de serviços sobre suas obrigações demonstrando que agindo corretamente eles respeitam o consumidor e ampliam seu mercado de consumo contribuindo para o desenvolvimento do país.
Os princípios que regem a defesa do consumidor norteiam-se pela boa-fé do adquirente e do comerciante, uma vez que a publicidade pode estabelecer os liames de seu exercício. Caso a publicidade seja enganosa o consumidor tem direito à justa reparação, da mesma forma que terá direito à venda conforme o anunciado. A respeito do tema publicidade enganosa, esta se trata de assunto de interesse público, pertencendo ao ramo dos direitos difusos de caráter meta-individual.
Ao adquirir um produto ou serviço, o consumidor estabelece uma relação com o fornecedor do mesmo, seja ele uma entidade privada ou pública. Esta relação implica o cumprimento de determinados direitos e deveres por ambas as partes. Nas situações em que o fornecedor não cumpre suas obrigações,  surge o direito de reclamar e solicitar a resolução do problema através de contato direto com este, auxiliado ou não por um um advogado especialista em direito do consumidor.
Uma reclamação geralmente é apresentada formalmente, por escrito e com recibo de protocolo com a data, assinatura e Carimbo da empresa com CNPJ. Desta forma, existe um documento suporte da queixa que obriga legalmente a empresa ou entidade a quem se dirige, a dar seguimento e resposta à reclamação.
Em Portugal, a apresentação de reclamações pode ser efectuada através do Livro de reclamações (a efectuar no local da ocorrência), através dos meios online disponibilizados (formulários online) pelas empresas ou através de uma carta formal de reclamação.
A resolução de conflitos consumeristas pode, no caso de fracasso no contato direto, contar com entidades públicas e privadas focadas em direito do consumidor. Estas entidades tentarão resolver o problema primeiramente de forma amigável, tentando chegar a um acordo. Em última instância haverá a necessidade de mover uma ação judicial junto aos tribunais, por intermédio de uma petição para uma resolução final do conflito.